# DHB-Pokal der Frauen 1985
Der DHB-Pokal der Frauen 1985 war die 11. Austragung des Handballpokalwettbewerbs der Frauen. Im Finale, das aus Hin- und Rückspiel bestand, ging Titelverteidiger TSV Bayer 04 Leverkusen, der sich gegen den VfL Engelskirchen durchsetzte, zum vierten Mal in Folge als Sieger hervor. Nachdem Leverkusen das Double aus Meisterschaft und Pokalsieg wie im Vorjahr gelang, qualifizierte sich der unterlegende Pokalfinalist Engelskirchen für den Europapokal der Pokalsieger 1985/86, wo sie bis ins Finale vordrangen.

## Modus
Es traten insgesamt 32 Mannschaften aus der Bundesliga, der Regionalliga (2. Liga) und der Oberliga (3. Liga) im K.-o.-System gegeneinander an. In den ersten zwei Runden wurde das Teilnehmerfeld nach territorialen Gesichtspunkten in Gruppe Nord und Süd unterteilt. Danach ging es einheitlich weiter und es erfolgte die weitere Ausspielung in Viertel- und Halbfinale sowie einem Finale, das aus Hin- und Rückspiel bestand.

## 1. Hauptrunde
An der 1. Hauptrunde nahmen folgende 32 Mannschaften teil, die hier nach ihrer Ligazugehörigkeit während der Saison 1984/85 aufgelistet sind.
 Gespielt wurde am 10. März 1985.
| Bundesliga | Bundesliga | Regionalliga | Oberliga                                                                                           |
| Staffel Nord - TSV Bayer 04 Leverkusen (TV) - VfL Oldenburg - TSV Jarplund-Weding - VfL Engelskirchen - Holstein Kiel - Turnerbund Hamburg-Eilbeck - TuS Eintracht Minden - MTV Herzhorn - SC Germania List - Bayer 05 Uerdingen (TV) – Titelverteidiger | Staffel Süd - TV Lützellinden - PSV Grünweiß Frankfurt - VfL Sindelfingen - TSV Germania Malsch - 1. FC Nürnberg - DJK Würzburg - TSV GutsMuths Berlin - TSV Rot-Weiß Auerbach - VfL Humboldt Berlin - VfB Gießen | Nord - TSV Nord Harrislee Berlin - TSV Tempelhof-Mariendorf - Berliner TSV 1850 West - Brühler TV 1879 - Düsseldorfer SV 04 Südwest - SG Kleenheim - TSG Oberursel - TV Pirmasens 1863 Süd - TSF Ludwigsfeld | Oberliga Schleswig-Holstein - VfL Oldesloe Oberliga Nordsee - TV Oyten Oberliga Baden - TSV Rot 05 |

### Gruppe Nord
| Datum          | Heimmannschaft             | Ergebnis | Gastmannschaft          | Zuschauer |
| -------------- | -------------------------- | -------- | ----------------------- | --------- |
| So, 10.03.1985 | Turnerbund Hamburg-Eilbeck | 16:26    | VfL Oldenburg           | 119       |
| So, 10.03.1985 | TSV Jarplund-Weding        | 15:60    | MTV Herzhorn            | 064       |
| So, 10.03.1985 | Düsseldorfer SV 04         | 11:25    | TSV Bayer 04 Leverkusen | 173       |
| So, 10.03.1985 | VfL Engelskirchen          | 19:12    | TuS Eintracht Minden    | 144       |
| So, 10.03.1985 | TSV Tempelhof-Mariendorf   | 15:17    | Bayer 05 Uerdingen      | 116       |
| So, 10.03.1985 | Brühler TV 1879            | 19:15    | SC Germania List        | 136       |
| So, 10.03.1985 | VfL Oldesloe               | 20:16    | TV Oyten                | 591       |
| So, 10.03.1985 | TSV Nord Harrislee         | 21:20    | Holstein Kiel           | 210       |

### Gruppe Süd
| Datum          | Heimmannschaft         | Ergebnis | Gastmannschaft        | Zuschauer |
| -------------- | ---------------------- | -------- | --------------------- | --------- |
| So, 10.03.1985 | TSF Ludwigsfeld        | 09:16    | 1. FC Nürnberg        | 122       |
| So, 10.03.1985 | TV Lützellinden        | 31:19    | TSV GutsMuths Berlin  | 628       |
| So, 10.03.1985 | TSG Oberursel          | 14:17    | Berliner TSV 1850     | 101       |
| So, 10.03.1985 | TSV Rot 05             | 07:11    | TSV Germania Malsch   | 287       |
| So, 10.03.1985 | VfL Sindelfingen       | 22:60    | VfL Humboldt Berlin   | 169       |
| So, 10.03.1985 | TV Pirmasens 1863      | 14:21    | TSV Rot-Weiß Auerbach | 173       |
| So, 10.03.1985 | PSV Grünweiß Frankfurt | 16:17    | DJK Würzburg          | 111       |
| So, 10.03.1985 | SG Kleenheim           | 13:23    | VfB Gießen            | 331       |

## 2. Hauptrunde
Qualifiziert waren für die 2. Hauptrunde folgende 16 Mannschaften, die hier nach ihrer Ligazugehörigkeit während der Saison 1984/85 aufgelistet sind.
 Gespielt wurde am 14. April 1985.
| Bundesliga | Bundesliga | Regionalliga                                                                | Oberliga                                   |
| Staffel Nord - TSV Bayer 04 Leverkusen (TV) - VfL Oldenburg - TSV Jarplund-Weding - VfL Engelskirchen - Bayer 05 Uerdingen (TV) – Titelverteidiger | Staffel Süd - TV Lützellinden - VfL Sindelfingen - TSV Germania Malsch - 1. FC Nürnberg - DJK Würzburg - TSV Rot-Weiß Auerbach - VfB Gießen | Nord - TSV Nord Harrislee Berlin - Berliner TSV 1850 West - Brühler TV 1879 | Oberliga Schleswig-Holstein - VfL Oldesloe |

### Gruppe Nord
| Datum          | Heimmannschaft      | Ergebnis | Gastmannschaft          | Zuschauer |
| -------------- | ------------------- | -------- | ----------------------- | --------- |
| So, 14.04.1985 | Bayer 05 Uerdingen  | 11:23    | TSV Bayer 04 Leverkusen | 199       |
| So, 14.04.1985 | TSV Nord Harrislee  | 18:27    | VfL Engelskirchen       | 247       |
| So, 14.04.1985 | TSV Jarplund-Weding | 12:17    | VfL Oldenburg           | 242       |
| So, 14.04.1985 | VfL Oldesloe        | 20:22    | Brühler TV 1879         | 647       |

### Gruppe Süd
| Datum          | Heimmannschaft      | Ergebnis    | Gastmannschaft        | Zuschauer |
| -------------- | ------------------- | ----------- | --------------------- | --------- |
| So, 14.04.1985 | 1. FC Nürnberg      | 18:17 n. V. | TSV Rot-Weiß Auerbach | 130       |
| So, 14.04.1985 | VfB Gießen          | 22:16       | DJK Würzburg          | 166       |
| So, 14.04.1985 | TV Lützellinden     | 38:15       | Berliner TSV 1850     | 670       |
| So, 14.04.1985 | TSV Germania Malsch | 16:15       | VfL Sindelfingen      | 089       |

## Viertelfinale
Qualifiziert waren für das Viertelfinale folgende acht Mannschaften, die hier nach ihrer Ligazugehörigkeit während der Saison 1984/85 aufgelistet sind.
 Gespielt wurde am 4. und 5. Mai 1985.
| Bundesliga                                                                                              | Bundesliga                                                                        | Regionalliga           |
| Staffel Nord - TSV Bayer 04 Leverkusen (TV) - VfL Oldenburg - VfL Engelskirchen (TV) – Titelverteidiger | Staffel Süd - TV Lützellinden - TSV Germania Malsch - 1. FC Nürnberg - VfB Gießen | West - Brühler TV 1879 |

| Datum          | Heimmannschaft          | Ergebnis | Gastmannschaft  | Zuschauer |
| -------------- | ----------------------- | -------- | --------------- | --------- |
| Sa, 04.05.1985 | TSV Bayer 04 Leverkusen | 24:18    | VfL Oldenburg   | 181       |
| So, 05.05.1985 | VfB Gießen              | 29:20    | Brühler TV 1879 | 169       |
| So, 05.05.1985 | TSV Germania Malsch     | 08:28    | TV Lützellinden | 208       |
| So, 05.05.1985 | VfL Engelskirchen       | 21:20    | 1. FC Nürnberg  | 171       |

## Halbfinale
Qualifiziert waren für das Halbfinale folgende vier Mannschaften, die hier nach ihrer Ligazugehörigkeit während der Saison 1984/85 aufgelistet sind.
 Gespielt wurde am 18. und 19. Mai 1985.
| Bundesliga                                                                              |                                            |
| Staffel Nord - TSV Bayer 04 Leverkusen (TV) - VfL Engelskirchen (TV) – Titelverteidiger | Staffel Süd - TV Lützellinden - VfB Gießen |

| Datum                 | Heimmannschaft    | Ergebnis | Gastmannschaft          | Zuschauer |
| --------------------- | ----------------- | -------- | ----------------------- | --------- |
| Sa, 18.05., 19:30 Uhr | VfL Engelskirchen | 20:19    | TV Lützellinden         | 387       |
| So, 19.05., 16:00 Uhr | VfB Gießen        | 20:21    | TSV Bayer 04 Leverkusen | 465       |

## Finale DHB-Pokal
Das Finale um den DHB-Pokal, das aus Hin- und Rückspiel bestand, wurde am 1. und 9. Juni 1985 zwischen dem VfL Engelskirchen und Titelverteidiger TSV Bayer 04 Leverkusen ausgetragen. Den Pokal sicherte sich zum vierten Mal in Folge die Mannschaft vom TSV Bayer 04 Leverkusen, die im Finale Engelskirchen mit 43:39 (Hinspiel 18:22, Rückspiel 25:17) besiegte.
| Datum                   |                   | Gesamt |                         | Hinspiel      | Rückspiel    |
| ----------------------- | ----------------- | ------ | ----------------------- | ------------- | ------------ |
| Sa 1. Juni / So 9. Juni | VfL Engelskirchen | 39:43  | TSV Bayer 04 Leverkusen | 22:18 (10:10) | 17:25 (6:12) |

### Hinspiel
Samstag, 1. Juni 1985 um 17:00 Uhr in Engelskirchen, Sporthalle Walbach, 282 Zuschauer
VfL Engelskirchen: Böckemühl, Ringsdorff – Fernholz, Kunze (5) , Wigger  (1), Umlauf (2) , Stelberg (6/1), Jönßon (5), Erler (3/3). Trainer: Bierbaum
TSV Bayer 04 Leverkusen: Hühn, Senk – Janesch (3), Vattes  (3) , Winther (2), Wolf (5/4), Prokop-Bock, Arglebe (1), Schmitz (1), Platen (3) . Trainer: Schneller
Schiedsrichter: Harald Buhrmester & Ernst-Dieter Heger

### Rückspiel
Sonntag, 9. Juni 1985 in Leverkusen, Ulrich-Haberland-Halle, 517 Zuschauer
TSV Bayer 04 Leverkusen: Hühn, Brand – Janesch (5) , Kremer, Vattes  (4) , Winther (3), Wolf (4/3)  52′, Prokop-Bock, Schmitz (4), Arglebe, Platen (5) . Trainer: Schneller
VfL Engelskirchen: Böckemühl, Ringsdorff – Fernholz , Kunze, Wigger  (1), Umlauf (1) , Kauten, Stelberg (9/2) , Jönßon (4) , Erler (2/2) . Trainer: Bierbaum
Schiedsrichter: Wigbert Schlieder & Wolfram Schlieder